# Mateusz Zwierzchowski
Mateusz Zwierzchowski (ur. ok. 1713 w Wielkopolsce, zm. 14 kwietnia 1768 w Gnieźnie) – polski kompozytor, organista, dyrygent przełomu baroku i klasycyzmu.

## Życiorys
Pochodził z rodziny szlacheckiej.  Początkowo uczył go ojciec, Andrzej, skrzypek i organista katedry gnieźnieńskiej. W 1723 został wraz z ojcem przyjęty do kapeli katedry. Kontynuował naukę w szkole katedralnej i należał do schola cantorum. Po śmierci ojca (w 1735) kapituła przejęła nad nim opiekę i wyznaczyła dwóch protektorów-kuratorów.
W  1735 Zwierzchowski został organistą kościoła metropolitalnego w Gnieźnie, co świadczy o nabytych już wysokich kwalifikacjach. W 1738 powierzono mu dodatkowo stałą pieczę nad szpinetem. Drobne naprawy tego instrumentu wykonywał samodzielnie. 
Od 1750 do końca życia Zwierzchowski był kapelmistrzem kapeli katedralnej. Zajmował się też komponowaniem i sprawami organizacyjnymi kapeli. Na jego wniosek zostały zakupione dla  zespołu 4 trąbki, 4 rogi i flet poprzeczny; wielokrotnie sprowadzał wybitnych fachowców do ulepszania i naprawy organów. Dbał też o repertuar kapeli; w ciągu 33 lat działalności pozyskał ok. 260 kompozycji różnych autorów (sam był autorem części z nich), niestety pożar katedry w 1760 pochłonął niemal cały zbiór. 18 lat po śmierci Zwierzchowskiego jego syn Jakub przekazał kapeli odziedziczone po ojcu autografy mszy, nieszporów i symfonii, ale i one uległy zniszczeniu podczas II wojny światowej. 

## Życie prywatne
W 1739 Zwierzchowski ożenił się z gnieźnieńską szlachcianką Marianną Węgorzewską, z którą miał dwóch synów: Eulogiusza Józefa (ur. w 1743, późniejszego prawnika) i Jakuba Eliasza (1745–1786, późniejszego proboszcza kościoła św. Wawrzyńca w Gnieźnie).
Mateusz Zwierzchowski został pochowany 16 kwietnia 1768 w krypcie kaplicy Sławieńskich w katedrze gnieźnieńskiej. Kapituła  katedralna wyprawiła mu  uroczysty pogrzeb, wysoko oceniając jego zasługi.

## Twórczość
Zwierzchowski tworzył w okresie formowania się polskiego klasycyzmu muzycznego, w połowie XVIII wieku. Był związany wyłącznie z gnieźnieńską kapelą katedralną i jego utwory nie były znane w innych ośrodkach. Komponował utwory chóralne i wokalno-istrumentalne. Znane są informacje o jego 54 kompozycjach, ale zachowało się zaledwie kilka utworów religijnych, m.in. dwie pastorałki skomponowane na bardzo skromną obsadę instrumentalną, z myślą o wykonywaniu ich podczas domowych koncertów bożonarodzeniowych. Zgodnie z ówczesnym obyczajem kompozytor wplótł w nie fragmenty ludowej kolędy.

## Zachowane utwory
(na podstawie materiałów źródłowych)
- Pastorella (Jesule parvule) na sopran, fagot solo, 2 skrzypiec i basso continuo (autograf z 1750)
- Pastorella de nativitate DNJC (Ej Bracia czy śpicie) na sopran, bas, 2 skrzypiec i basso continuo (autograf z 1756)
- Requiem Es na 4 głosy, chór mieszany, 2 trąbki, 2 skrzypiec i basso continuo (autograf z 1760)
- psalm nieszporny Dixit Dominus, zachowane głosy 2 lutni (autograf z 1760)
- Jerusalem surge et exulte na chór mieszany, 2 skrzypiec, 2 oboje, altówkę i basso continuo (autorstwo wątpliwe)